# Aluniș, Mureș
Aluniș là một xã thuộc hạt Mureș, România. Dân số thời điểm năm 2002 là 3310 người.